# كأس بطولة الولايات المتحدة المفتوحة 2016
كأس بطولة الولايات المتحدة المفتوحة 2016 (بالإنجليزية: 2016 U.S. Open Cup)‏ هو الموسم 103 من كأس بطولة الولايات المتحدة المفتوحة. أقيم خلال الفترة 11 مايو 2016 وحتى 21 سبتمبر 2016، وأشرف على تنظيمه اتحاد الولايات المتحدة لكرة القدم، وكان عدد الأندية المشاركة فيه 91، وفاز فيه نادي دالاس.